# Lucien Adam
Lucien Adam (Nancy, 30 mai 1833 - Rennes, 29 novembre 1918) fut un magistrat et linguiste français.

## Une carrière de magistrat
Lucien ou François-Lucien Adam naît à Nancy le 31 mai 1833.
Après une formation en droit, il occupe un premier poste pendant trois ans à la fin des années 1850 comme juge-auditeur au tribunal de Cayenne, en Guyane française, où il s’intéresse au parler créole. Rentré en France, il exerce d’abord en 1860 comme substitut du procureur impérial à Montmédy, dans la Meuse, puis comme substitut du procureur général à la Cour d’appel de Nancy.
Il passe sa thèse en droit en 1868 à l'université de Strasbourg.
En 1876, il est nommé conseiller à la cour d’appel de Nancy, où il devient en 1883 président de chambre. Peu après il est nommé président de chambre à la cour de Rennes. Il indique dans un livre de 1885 habiter 41 boulevard Sévigné à Rennes.

## Une œuvre de linguiste
Parallèlement à ses fonctions professionnelles, Lucien Adam développe une intense activité de linguiste amateur mais savant, principalement dans le domaine de la linguistique américaniste.
De 1870 à 1889, il publie 15 articles dans la Revue de linguistique et de philologie comparée. Il collaborera dans ce cadre avec les linguistes Julien Vinson et Abel Hovelacque.
Il joue un rôle important comme auteur et éditeur dans la Collection linguistique américaine, fondée en 1871 par le linguiste colombien Ezequiel Uricoechea (es) dans la maison d'édition parisienne Maisonneuve & Cie. En 1878 il prend la direction de la collection et la rebaptise Bibliothèque linguistique américaine à partir du volume 6 (1880), sur les vingt-cinq qui paraitront en tout jusqu’en 1903.
En 1874, il lance une enquête sur les patois lorrains avec l’Académie de Stanislas, dont il est membre. Membre également de la Société américaine de France, il est un des principaux organisateurs et le secrétaire du premier Congrès international des américanistes, qui se tient à Nancy en 1875. Il participera à la plupart des congrès suivants jusqu’en 1904. En 1878 il obtient une mention au prix Volney de l’Académie des inscriptions et belles-lettres, pour son édition de la Grammaire caraïbe de Raymond Breton et son ouvrage Examen grammatical comparé de seize langues américaines.
En 1882, la publication du neuvième volume de la Bibliothèque linguistique américaine, Grammaire et vocabulaire de la langue taensa, dont il est le co-auteur, l’entraine dans une polémique. Les matériaux de cet ouvrage sur la langue d’une ethnie indienne de Louisiane sont des manuscrits en espagnol qui ont été fournis par un jeune séminariste, Jean Parisot, affirmant les avoir découverts dans les archives de son oncle Jean-Dominique Haumonté. Mais peu après la publication, leur authenticité est mise en doute par le linguiste américain Daniel Brinton. Il s’ensuivra une controverse embarrassante pour Adam.
Mais le linguiste poursuit son œuvre. En 1885, il est élu à la Société linguistique de Paris, et en 1886 à l’American philosophical society. En 1892, il obtient le prix Loubat de l’Académie des inscriptions et belles-lettres, pour l'ensemble de son oeuvre de "laborieux philologue".
Il meurt à Rennes le 29 novembre 1918.

## Publications
- La question américaine. De l'abolition de l'esclavage aux Etats-Unis (1861).
- De in integrum restitutionibus, de l'action en nullité ou en rescision dans les conventions (thèse, 1868).
- De l'harmonie des voyelles dans les langues ouralo-altaïques (1871).
- Etude sur trois gardes des sceaux de France nés en Lorraine (1872).
- Grammaire de la langue mandchou (1873).
- Grammaire de la langue tongouse (1874).
- Esquisse d'une grammaire comparée des dialectes cree et chippeway (1876).
- Du polysynthétisme et de la formation des mots dans les langues quiché et maya (1877).
- Examen grammatical comparé de seize langues américaines (1878).
- Etudes sur six langues américaines : dakota, chibcha, nahuatl, kechua, quiché, maya (1878).
- Du parler des hommes et du parler des femmes dans la langue caraïbe (1879).
- Arte y vocabulario de la lengua chiquita (BLA 6, 1880).
- Les patois lorrains (1881).
- Les classifications, l'objet, la méthode, les conclusions de la linguistique (1882).
- Les idiomes négro-aryen et maléo-aryen, essai d'hybridologie linguistique (1883).
- Le baron Guerrier de Dumast (1883).
- Le taensa a-t-il été forgé de toutes pièces? Réponse à M. Daniel G. Brinton (1885).
- Grammaire de la langue jâgane (1885).
- La langue chiapanèque (1887).
- Langue mosquito : grammaire, vocabulaire, textes (BLA 14, 1891).
- Matériaux pour servir à l'établissement d'une grammaire comparée des dialectes de la famille caribe (BLA 17, 1893).
- Matériaux pour servir à l'établissement d'une grammaire comparée des dialectes de la famille tupi (BLA 18, 1894).
- Matériaux pour servir à l'établissement d'une grammaire comparée des dialectes de la famille kariri (BLA 20, 1897).
- Matériaux pour servir à l'établissement d'une grammaire comparée des dialectes de la famille guaicuru (BLA 23, 1899).